# Noémi Ferenczy
Noémi Ferenczy (ur. 8 czerwca 1890 roku w Szentendre, zm. 20 grudnia 1957 roku w Budapeszcie) – węgierska gobeliniarka i malarka, laureatka nagrody Noémi Ferenczy.

## Kariera
Urodziła się w rodzinie artystycznej, gdyż zarówno ojciec Károly Ferenczy jak i matka Olga Fialka byli malarzami. Zainteresowanie sztuką, podobnie jak w przypadku reszty rodzeństwa, przekazał jej ojciec w swojej pracowni. Często bywała w kolonii artystycznej w Nagybányi. W 1911 r. udała się do Paryża, gdzie nauczyła się gobeliniarstwa w Manufacture des Gobelins. Od 1926 r. była członkinią węgierskiej grupy artystycznej KUT. Do 1932 r. dużo czasu spędzała w Oradei i Braszowie. Od 1932 r. mieszkała w Budapeszcie. Od 1945 r. uczyła do końca życia w Węgierskiej Wyższej Szkole Wzornictwa (Magyar Iparművészeti Főiskola), poprzedniczce obecnego Uniwersytetu Artystycznego Moholy–Nagya w Budapeszcie. 

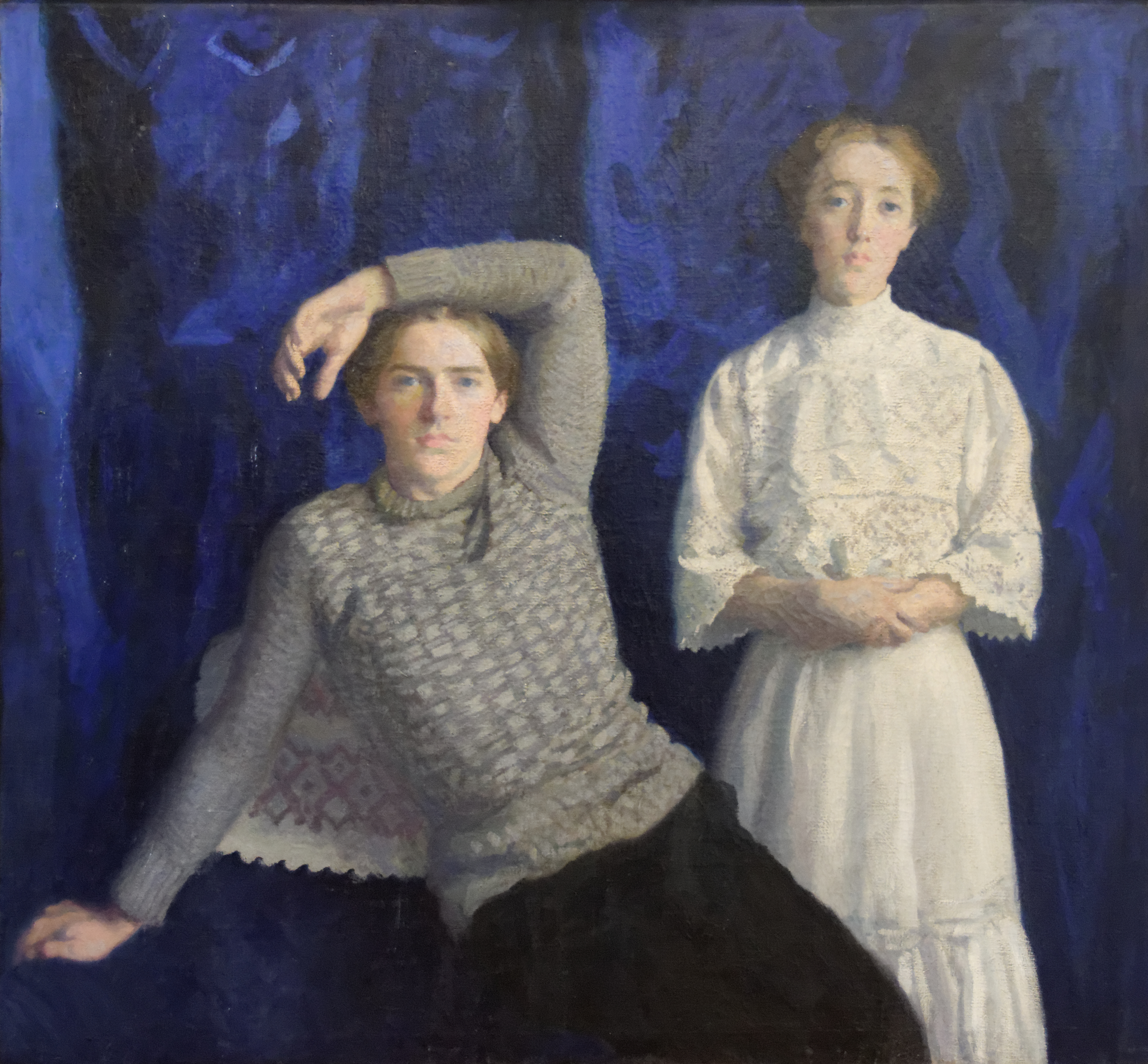
Noémi Ferenczy ze swym bliźniakiem Bénim na obrazie ich ojca Károlya Ferenczyego

## Znaczenie twórczości artystki
Jej twórczość gobeliniarska była nowatorska. Wbrew powszechnej praktyce Noémi Ferenczy nie tylko projektowała swoje dzieła, ale także je sama wykonywała. Zaprojektowane na kartonie kompozycje tkała z włóczki wełnianej samodzielnie barwionej za pomocą barwników roślinnych. Jej gobeliny były bardzo dekoracyjne, cieszyły się powodzeniem i były nowością w tej dziedzinie sztuki. W gobeliniarstwie do tej pory panował styl podobny do idyllicznego malarstwa krajobrazowego. W jej dziełach postać i natura były równie ważne. Kolorystyka jej gobelinów jest również unikalna. Stosowane początkowo mocne kolory coraz bardziej przechodziły w stronę pastelowych. Jej zasługą było podniesienie gobeliniarstwa do rangi sztuki monumentalnej. 

## Nagrody
- nagroda Kossutha (1948)
- Węgierska Nagroda Zasłużonego Artysty (Érdemes Művésze díj) (1952)[3]

## Ważniejsze dzieła

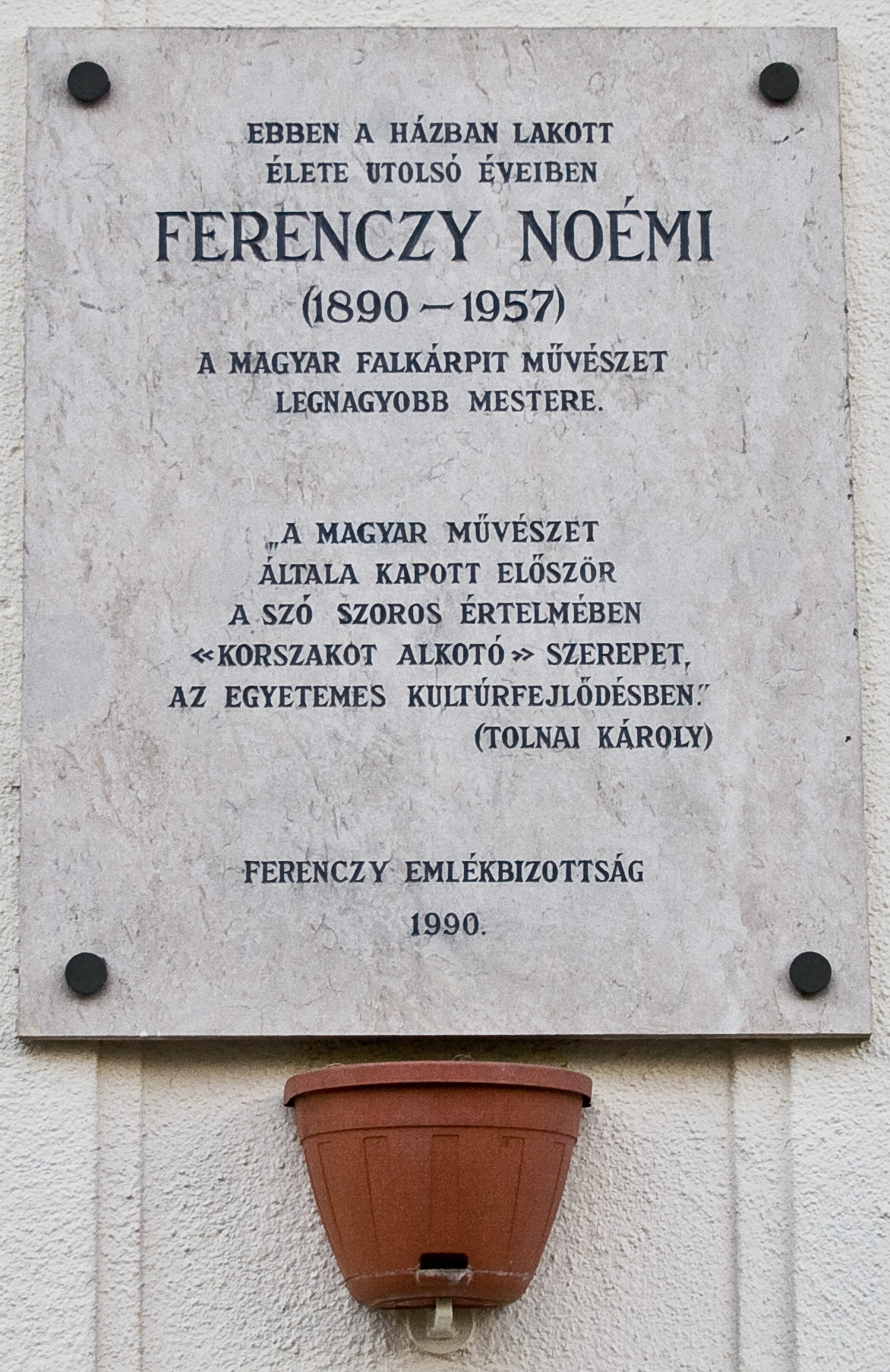
Tablica pamiątkowa w Budapeszcie na ulicy Falk Miksa utca

- Teremtés (1913)
- Menekülés Egyiptomba (1917)
- Harangvirágok (1921)
- Nővérek (1921)
- Kertésznők (1923)
- Fahordó nő (1925)
- Parasztfej kaszával (1926)
- Piros korsós szőlőmunkásnő (1930)
- Szövőnő (1933)
- Kőműves, Házépítő, Pék (1933)[4].